# Собор Святої Трійці (Луцьк)
Собор Святої Трійці або кафедральний костел Святої Трійці — перший кафедральний костел Луцька, який на сьогодні не існує; «Матір костелів на Русі». Від кафедрального комплексу залишилися дві споруди: кафедральна кам'яниця XVI століття (вулиця Кафедральна, 17), де зараз розміщується єпархіальне управління римо-католицької церкви в Луцьку, та дзвіниця, розташована навпроти другого (теперішнього) кафедрального костелу Луцька — собору Святих Петра і Павла. Кам'яниця є лівим крилом П-подібного будинку, пам'ятки архітектури національного значення «Монастир шариток». Споруди знаходяться в історико-культурному заповіднику «Старий Луцьк».

## Історія

### Заснування та початки діяльності

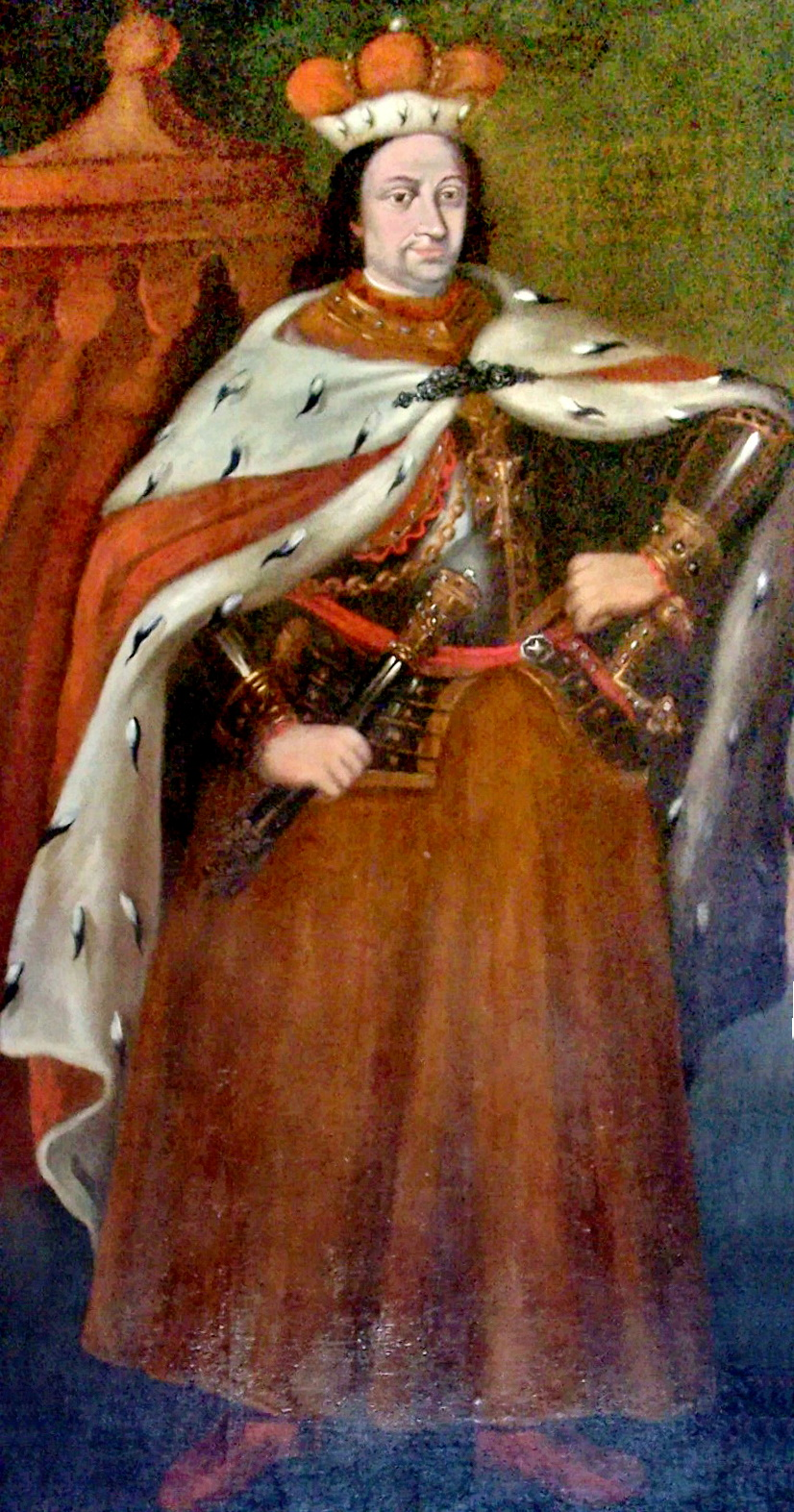
Вітовт

У 1387 році литовський князь Вітовт разом із сім'єю, князями, боярами осів у Луцьку. З 1392 року Луцьке князівство перейшло до нього навічно, в цей же час він став Великим князем литовським. Вітовт надавав великої уваги Луцьку. Він часто перебував у місті, включив його у сферу великокнязівської політики. За його правління Луцьк мав статус неофіційної південної столиці Литви. Зміцнюючи політичну і державотворчу роль міста, князь вирішив перенести католицьку кафедру із Володимира в Луцьк. Для цього потрібно було збудувати костел із кафедральними спорудами. Тому у 1425 році в Окольному замку почалося будівництво дерев'яного костелу. Через два роки храм був збудований. Паралельно з цим Вітовт отримав буллу від Папи Римського Мартина V про перенесення кафедри. Новозбудований костел Святої Трійці в Луцьку став кафедральним у 1427 році. На початок діяльності храм був забезпечений маєтком під Луцьком. Хоча сам храм був збудованим у дереві, але поряд з ним був збудований мурований дім (або він тут був ще до будівництва костелу). Висновок про те, що біля храму була мурована кам'яниця кінця XIV — початку XV століть, був зроблений під час археологічних розкопок у 1991 році.
Першим єпископом став Андрій Сплавський. Титул його латинською мовою іменувався як Lucensis Episcopatus. Однак така назва вносила неясність і плутання з італійським єпископством провінції Лукка. Тому на Флорентійському соборі у 1439 році назву луцького єпископства було змінено на Luceoriensis Episcopatus, а назву Луцька — на Luceoria. Влада єпископа розповсюджувалася на пізніші Волинське, Подільське, Брацлавське, Берестейське воєводства і Пінський повіт. Також на 12 князівств. До складу дієцезії входило 13 деканатів та 185 костелів.
Андрій Сплавський був у складі делегації господарів, які зустрічали офіційних гостей з'їзду європейських монархів у місті в 1429 році. Під час подій Луцької війни 1431 року він був підданий нападу польського війська, яке пограбувало його. Натомість, у відповідь, в Луцьку було страчено кількох членів ордену місцевого домініканського пріорату.
Великий князь Сигізмунд Кейстутович надав привілей костелу, який підтверджував раніше надані маєтки Вітовтом. Згодом жертвували на храм Юрій Ставський, єпископ Павло Гольшанський. Кафедра володіла 13-ма будинками в Луцьку. Крім того, з доходів від шляхетських маєтків ішла десятина на кафедру.

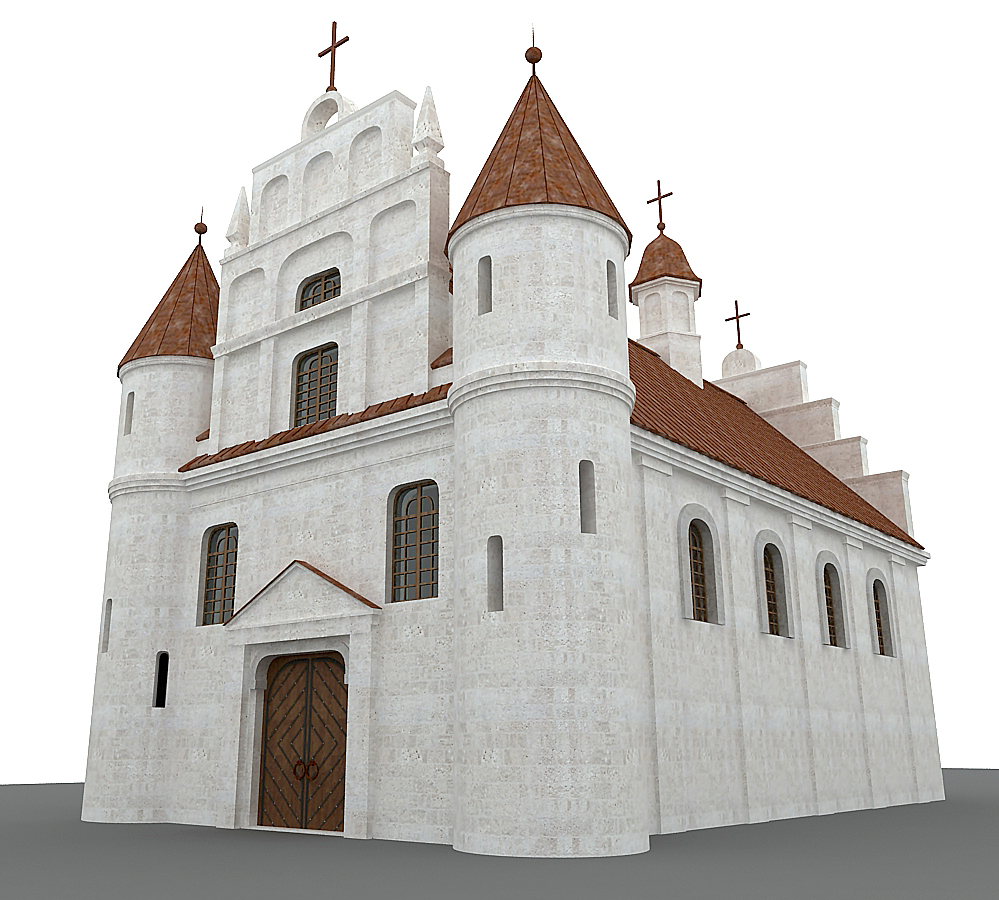
Зображення Д. Авраменка на основі роботи архітектора Ростислава Метельницького

### Новий костел

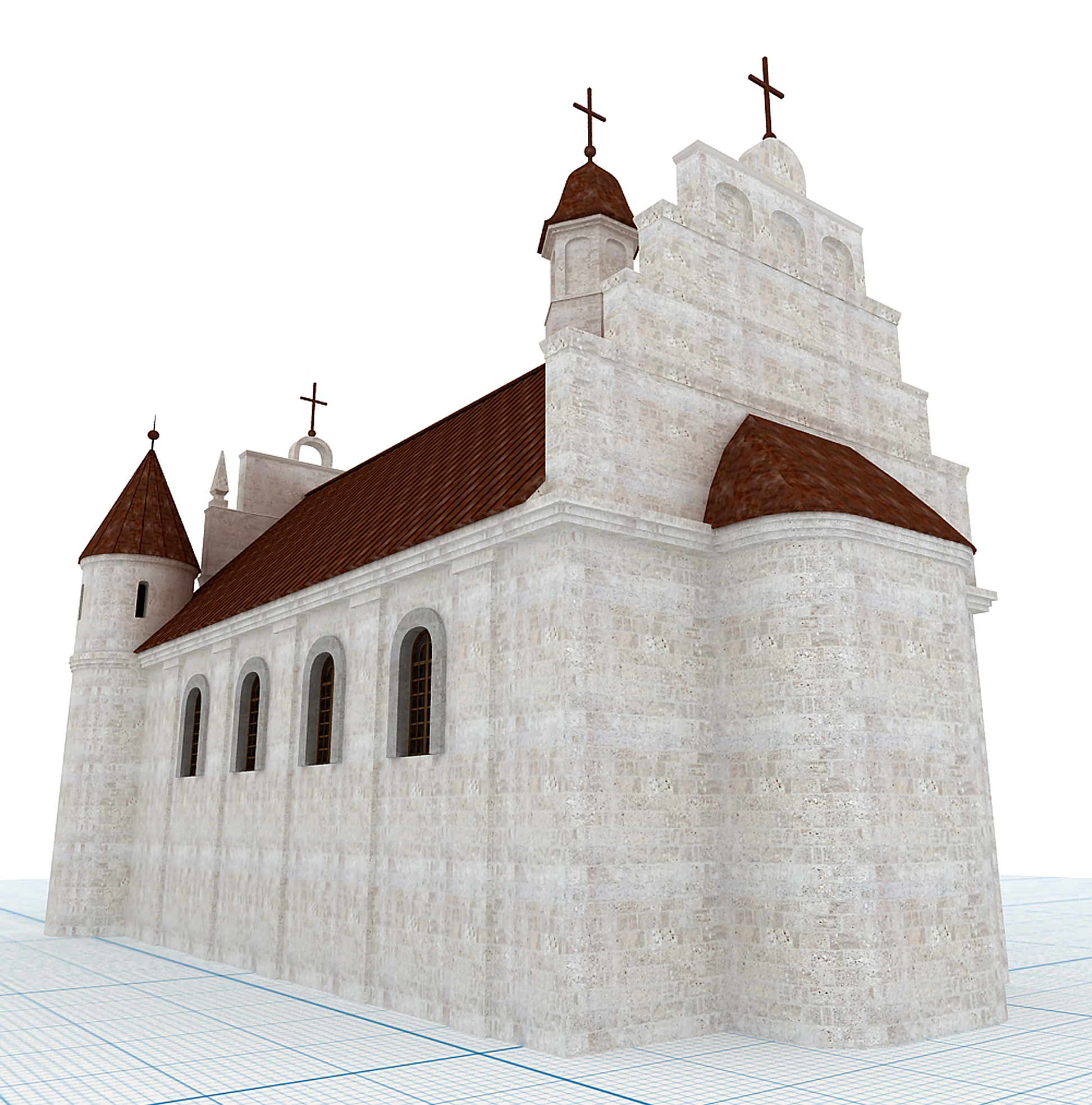
Реконструкція Д. Авраменка на основі роботи архітектора Ростислава Метельницького

У 1535 році за рекомендацією королеви Бони новим єпископом луцьким став Юрій Фальчевський. Він був членом литовської Таємної Ради, фінансовим та економічним радником королеви Бони, сприяв поверненню королівських маєтностей із рук шляхти в розпорядження Скарбу, керував волинським митом, крім того, активно виконував свою духовну місію — сприяв поширенню католицизму на Волині. А також Юрій Фальчевський був одним із найбільших фундаторів будівництва в Луцьку.
Саме з його ініціативи латинська кафедра почала будуватися заново. Поки не встановлено, чи храм постраждав від пожежі 1538 року, проте у 1545 році новий мурований храм вже був збудований на місці попереднього у ренесансному стилі. Можливо, автором проекту нового костелу був Лукаш із Пряшева. Матеріал, із якого велася відбудова костелу — тесаний камінь. Інтер'єр храму був розписаний фресками. Існує думка, що костел мав 4 вежі по кутах. На одній із башт був годинник і дзвони. Пізніше була збудована дзвіниця із 4 великими дзвонами. Біля костелу до 1552 року збудували також кафедральний будинок, який сягав у довжину 24 м. Він був збудований між Перемильською та Пінською баштами Окольного замку і включав підвали попередньої кам'яниці. Тут розмістилася капітула, канцелярія, кафедральний архів. Також у цих приміщеннях був шпиталь Святого Духа. При кафедрі розміщувалася Троїцька латинська школа, де зокрема навчався Іван Вишенський. Школа діяла для світських осіб, а також для підготовки канцеляристів і нижчих чинів духовенства. Біля костелу і кафедрального дому був цвинтар.

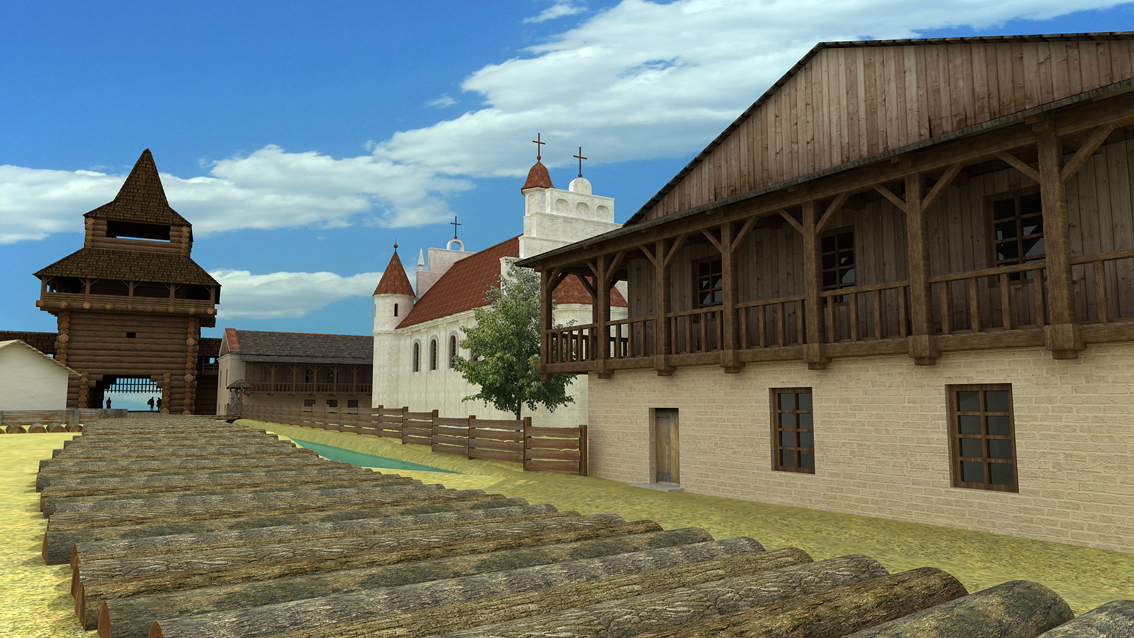
Реконструкція Кафедрального костелу Святої Трійці та Воротньої вежі Окольного замку Луцька. Д. Авраменко

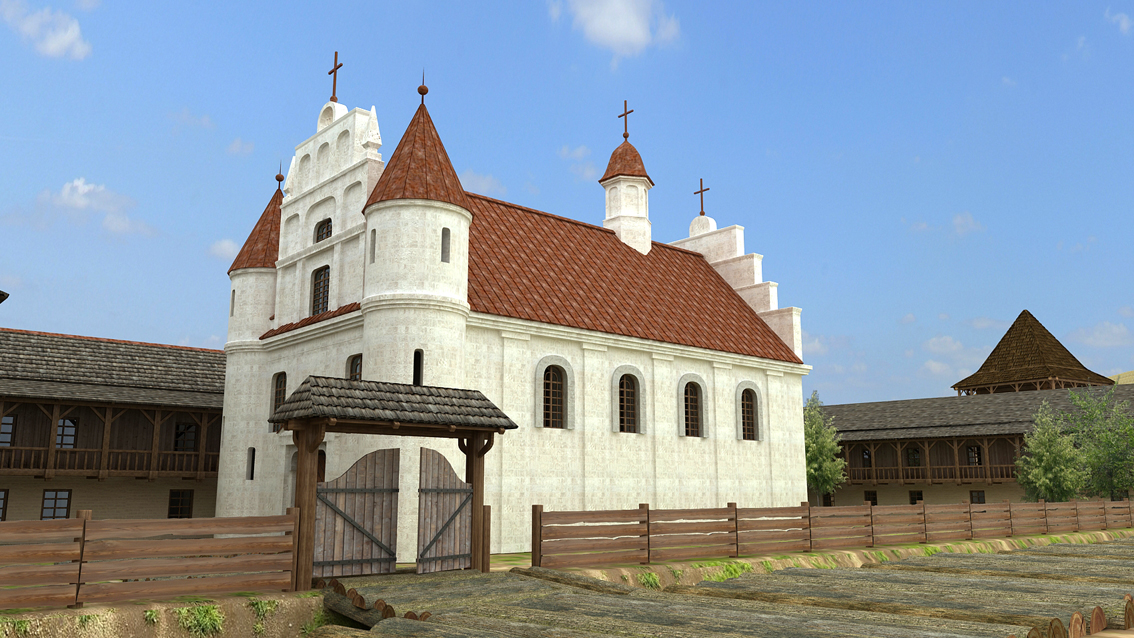
Зображення Кафедрального костелу Святої Трійці Д. Авраменка на основі роботи архітектора Р. Метельницького

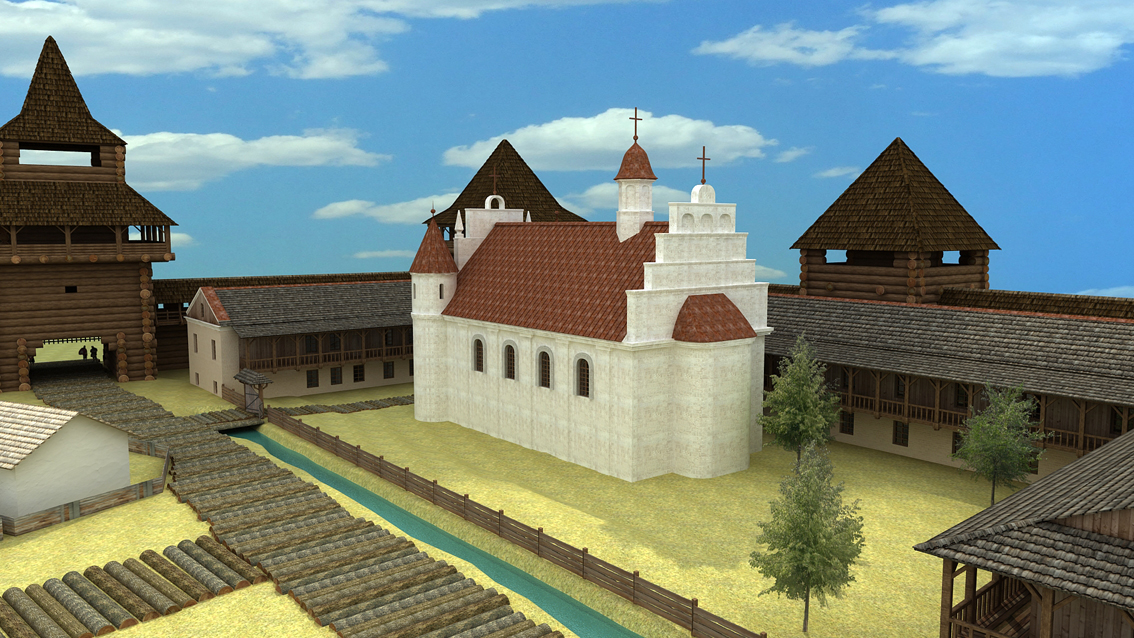
Реконструкція Кафедрального костелу Святої Трійці, Монастира шариток та Воротньої вежі Окольного замку Луцька. Д. Авраменко

### Посттридентська активність

Латинський хрест

Після Тридентського собору життя кафедри ще більше пожвавішало. Це був час, коли серед волинської шляхти активно почав розповсюджуватися католицизм. В основному, це було зумовлено кількома факторами: вплив цивілізаційних ідей епохи Відродження; відсутність православної освіти, яка б відповідала потребам часу; привабливі заходи оновленої Католицької Церкви; проблеми і суперечності православного й греко-католицького духовенства, які дискредитували себе в очах вірян. За цих обставин все більше людей конверсувалися до католицизму, популярність якого набувала розмаху. З'являлися нові ордени, засновувалися монастирі, колегіуми. Відповідно, більше пожертв відбувалося на храми. Загалом, за період із 1596 до 1648 року на католицькі структури на Волині було пожертвувано 820 000 злотих (без урахування вартості маєтків), що втричі перевищує надання на православні та греко-католицькі храми й монастирі разом узяті.
Те саме стосувалося і Луцької кафедри. На
той час вона, очевидно, мала нові багаті пожертви, також маєтки у Торчині, Садові, Лучицях. Згодом король Сигізмунд ІІ Август надав села Порськ та Підлозці, мито торчинське, 30 кіп грошей литовських з митної комори у Берестечку, землю на Гнідаві (тепер район Луцька), дільницю у Луцьку. Крім того, згідно з наказом короля луцький війт на капітулу з міських доходів мав видавати борошно, солод, віск і гроші з податку на горілку. Гроші отримувалися як у вигляді прямих пожертв, так і заповітів, маєтків, дільниць, земель. Надання робилися окремим особам (вікаріям, канонікам, єпископу, студентам школи), на відправу певних служб, на приміщення (костел, шпиталь, Троїцьку школу) та інше. Найбільше грошове надання, зроблене в середині XVII століття, сягало розміру 5000 злотих. Його зробив луцький суфраган Лоза Станіслав на костел Святої Трійці у 1648 році.

### Суспільні зв'язки

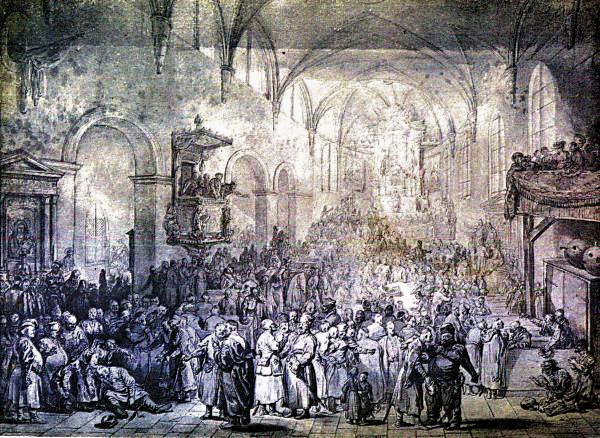
Сеймик у костелі

У кафедральному костелі іноді збиралися повітові і воєводські сеймики, де вирішувалися різні питання життя держави і обиралися посли на загальнодержавний сейм, проводилися суди, тут відбувалася інтронізація ієрархів. На початку XVII століття в місті з'явився й осів орден єзуїтів. Спершу вони орендували будинок із капличкою, які стояли біля кафедральної дзвіниці. Згодом єпископи Марцін Шишковський та Павел Волуцький були у складі тих фундаторів, які допомогли єзуїтам збудувати костел, а потім і колегіум.
На одному із сеймиків, який відбувався у кафедральному костелі в 1647 році, стався конфлікт, що переріс у бійку на шаблях. В результаті цього луцького гродського писаря Станіслава-Казімежа Беневського важко поранили, вівтар храму закривавлено. Ще один конфлікт стався у 1628 році за участю кафедрального дзвонаря Собка із монахом Луцького братського монастиря Павлом Телицею. Собко образив православність Павла і зняв з нього клобук. У 1648 році на костел напали козаки, очолювані ланд-війтом Федором Липкою. Богослужбові речі з храму були понищені, або розграбовані.

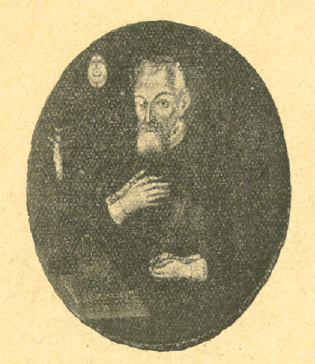
Балтазар Тишка

У 1620–1630 роках каноніком Луцької капітули був Балтазар Тишка. Він відзначався тим, що уміло задіював ресурси шляхти на реалізацію благодійних проектів. Так, наприкінці тридцятих років за його фундації в місті постав позаконфесійний і позанаціональний шпиталь. Ним був фундований монастир боніфратів на вулиці Замковій. А також Балтазар ініціював створення Братства Розарію (аналог Вервечкового) при луцьких єзуїтах. Інше луцьке Братство Розарію існувало в домініканському пріораті.
В другій половині XVII століття костел, як і раніше, був центром консолідації волинської католицької шляхти. Тут уже постійно відбувалися сеймики. У 1667 році на Луцьк знову був учинений напад, від чого несильно постраждала кафедра. У 1680 році в костел влучила блискавка, але значних пошкоджень не завдала.

### Пожежі і відновлення

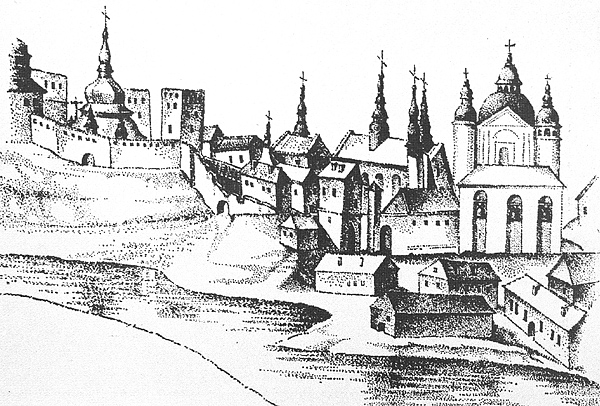
Відновлений костел — три шпилі справа від центру

17 червня 1724 року в Луцьку сталася велика міська пожежа, в якій сильно постраждали замки, особливо Окольний. Кафедра, а також костели й монастирі орденів бригідок, єзуїтів погоріли. Тодішній єпископ Стефан Рупневський витратив 200 000 злотих на відбудови. Костел постраждав настільки, що його довелося суттєво реконструювати. Ренесансний стиль храму замінили на бароко. Чотирьох веж, розміщених по кутах храму, не стало. Натомість їх замінили три високі шпилі. Костел був добре відбудованим і був ще пишніше оздоблений і вищий, ніж раніше. Дерев'яна кафедральна дзвіниця також згоріла, але була відновлена уже мурованою. Десь у той час, імовірно, Йозефом Прехтлем для луцького монастиря тринітаріїв була зроблена ікона Святого Ігнатія. На цій іконі серед інших споруд Окольного замку зображено і вже відбудований кафедральний костел Святої Трійці. Після смерті єпископа Стефана Рупневського у 1731 році його було поховано в костелі.

### Занепад костелу
5 вересня 1781 року сталася ще одна велика пожежа міста, наслідки якої були дуже вагомими. Окольний замок згорів настільки, що його почали розбирати. Греко-католицька кафедра Святого Дмитра в цьому замку згоріла. Комплекси бригідок і єзуїтів також сильно постраждали. Троїцький костел постраждав настільки, що відновлення було неможливим. «Матір костелів на Русі» перестала існувати. Дуже постраждали кафедральні споруди. Так, східне крило стало непридатним до використання. Натомість західне крило слабо постраждало від пожежі. Також і вціліла дзвіниця біля цього крила. Саме вони й збереглися до наших днів. Ці всі події приблизно збіглися в часі із касацією ордену єзуїтів, яка відбулася у 1773 році, на що було видане бреве Папи Климента XIV.

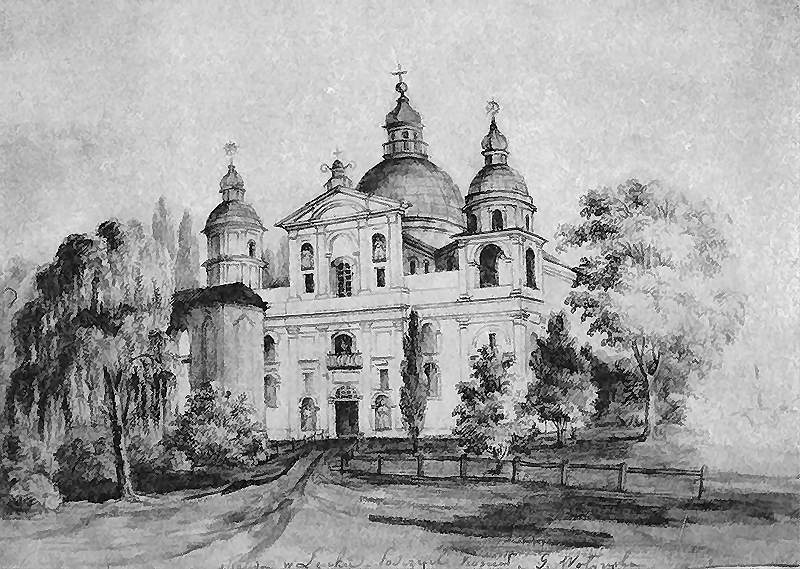
Собор у XIX ст. (колишній єзуїтський)

Згодом почалися відбудови. Так, східне крило кафедрального будинку було відновлене і добудоване. А залишки костелу були розібрані до рівня землі. Кафедральні споруди відновлювалися разом із костелом та колегіумом колишніх єзуїтів, які належали після касації ордену Народній комісії освіти. Кафедра, яка опинилася без єпископського собору, заплатила Комісії 100 000 злотих, щоб зайняти колишній єзуїтський храм, а також передала їй капітульні приміщення. Отже кафедру з капітулою і канцелярією перенесли до колишнього єзуїтського храму. А колегіум, оскільки він мав багату навчальну базу, реорганізували у вищу школу на кшталт академії, яка частково (4 кімнати) розмістилася у відновлених спорудах, які раніше належали до кафедри, а частково у колишньому колегіумі. Троїцька латинська школа, очевидно, також увійшла до складу академійної школи. Іншу частину колишніх капітульних приміщень займав притулок для старців та калік. Поряд із цими спорудами у 1782 році за фундаторства Юзефи Поляновської був збудований сиротинець для дівчат «Ангеліка».

### Подальша доля кафедральних споруд

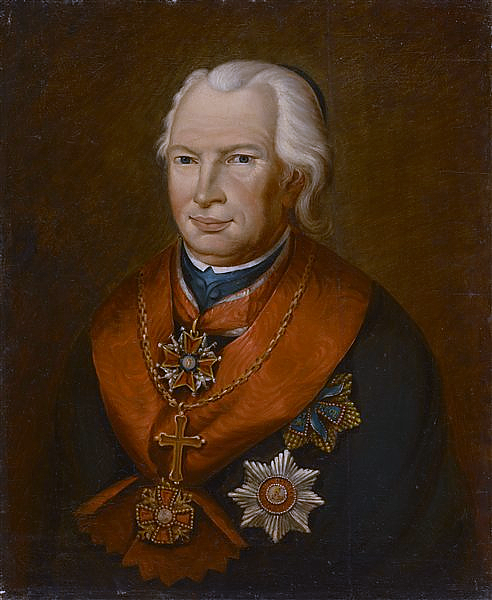
Каспер Цецишовський

У 1795 році після Третього поділу Польщі Волинь була анексована до Російської імперії. Це зумовило сильні зміни в усіх сферах соціального життя. В перші десятиліття Волинь мала певну автономію, яка дозволяла зберегти бодай частково старовинний уклад життя. У 1829 році єпископ Каспер Цецишовський скерував до Луцька представниць ордену шариток. Для опіки їм одразу був переданий сиротинець «Ангеліка» та шпиталь для старців у колишніх капітульних приміщеннях. Діяльність шариток зосереджувалася навколо догляду за людьми у цих установах та їхнього виховання. Іншу частину приміщення продовжувала займати школа.
В середині століття ситуація змінюється. Життя регіону повністю підпорядковується загальноімперським тенденціям. Те саме було і в духовному житті. Російська імперія взяла курс на знищення католицького життя краю. Так, в середині XIX століття були закриті практично всі монастирі та костели Волині. У 1866 році шаритки серед інших орденів покинули Луцьк. Залишилася діяти лише кафедра. Школа була реорганізована у повітову школу. Деякий час тут діяла гімназія. У ній викладав Пантелеймон Куліш. З 1860 року почало діяти початкове училище, де бував Тадеуш Чацький.

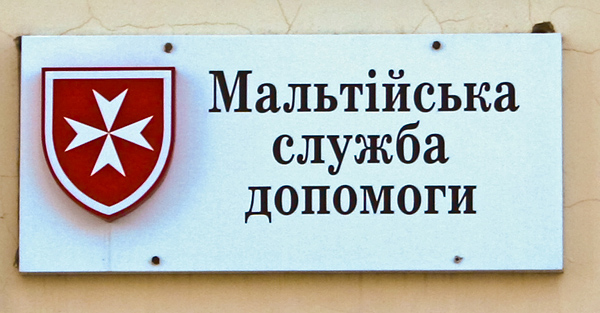
Мальтійська служба допомоги

У 1917 році за старання організації Польської Шкільної Матері в Луцьку була утворена загальна школа ім. Королеви Ядвіги. Вона частково займала колишні кафедральні приміщення. У 1921 році тут також тимчасово була розміщена Торгова школа.
Після 1991 року кафедру було відновлено. Вона, як і раніше, розмістилася у колишньому костелі єзуїтів. А колишні Троїцькі кафедральні приміщення, частково реконструйовані у 1780-х роках, зайняло єпархіальне управління римо-католицької церкви в Луцьку, Мальтійська служба допомоги. Єпископом став Маркіян Трофим'як

## Архітектура

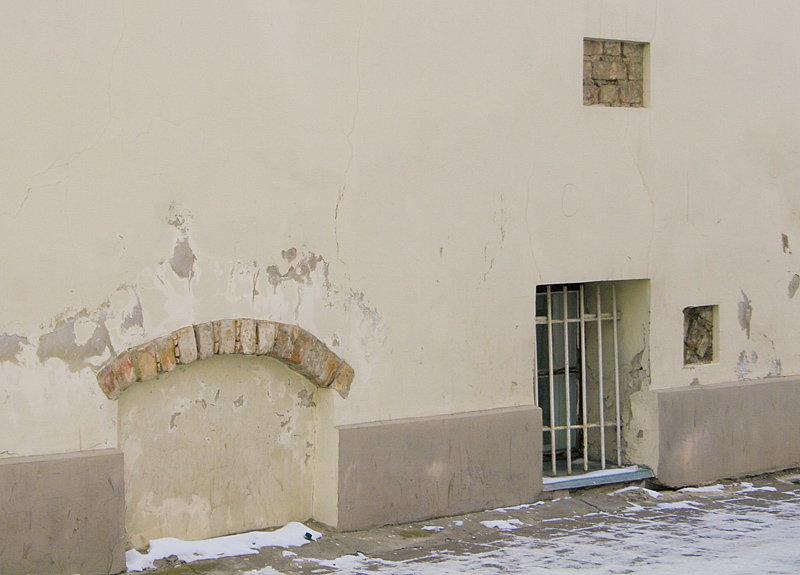
Фрагмент стіни корпусу XVI ст.

Костел Святої Трійці згорів і від нього не залишилося нічого над поверхнею землі. Однак від комплексу залишилися дзвіниця та П-подібний будинок під назвою «монастир шариток». З дзвіницею будинок з'єднаний аркою. Це двоповерховий будинок із двосхилим дахом. З північного боку посередині є п'ятигранний ризаліт, в мурах якого є дубові перев'язі. Загалом будинок складається із двох частин:
- Ліве (західне) крило — вулиця Кафедральна, 17 — збудоване в XV—XVI століттях. На північно-західному куті — похилий чотиригранний ризаліт із внутрішньою кімнатою і маленьким вікном зверху. У цокольному поверсі цієї частини були знайдені елементи, які дозволили зробити висновок, що ця частина будівлі містить рештки будівлі зламу XIV—XV століть. Розмір використаної цегли — (29-30) х (8-9) х (14-15) см[7].

- Праве (східне) крило — вул. Кафедральна, 19 — загалом наслідок перебудови після пожежі XVIII століття. Північну стіну східної половини корпусу підпирають контрфорси. Стіни оздоблені пілястрами, вікна мають наличники, підвіконні та надвіконні карнизи.

## Світлини

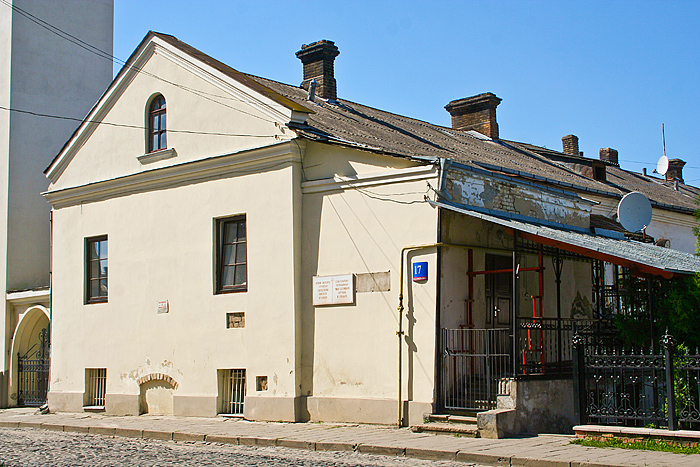
Ліве крило
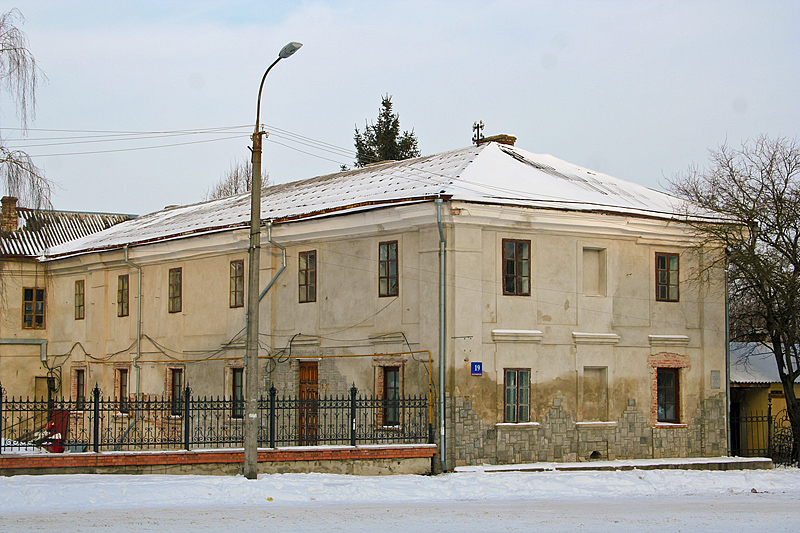
Праве крило
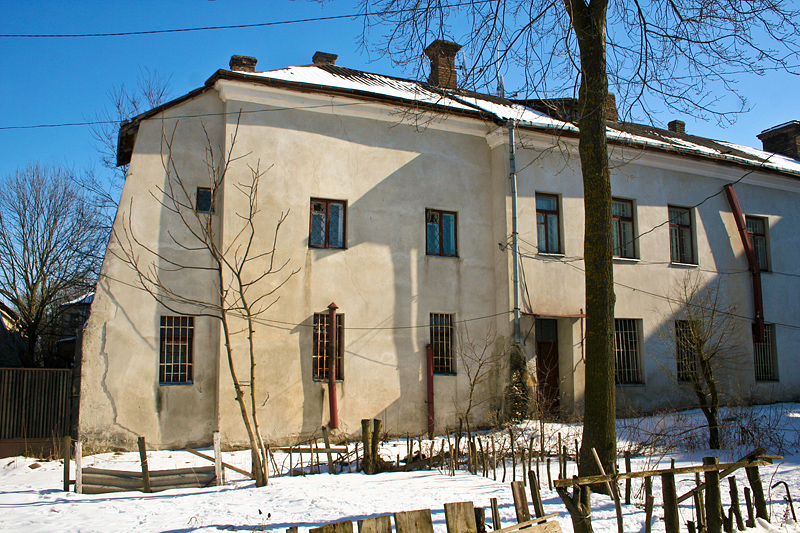
Західний фасад курії
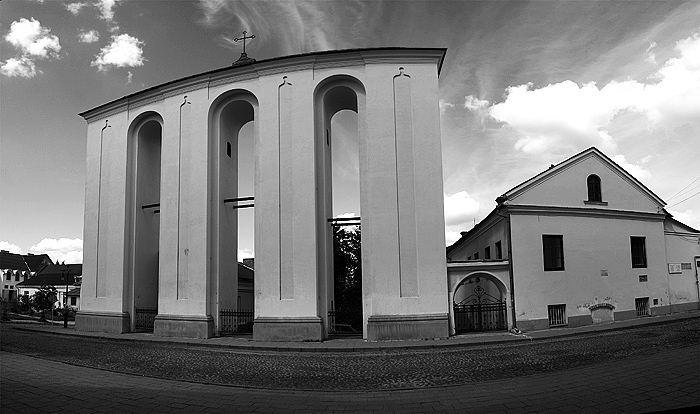
Дзвіниця
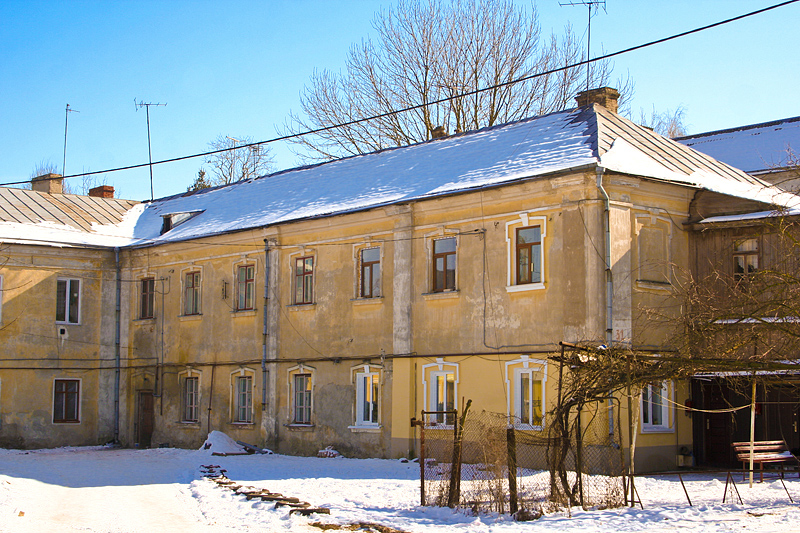
Ангеліка сьогодні
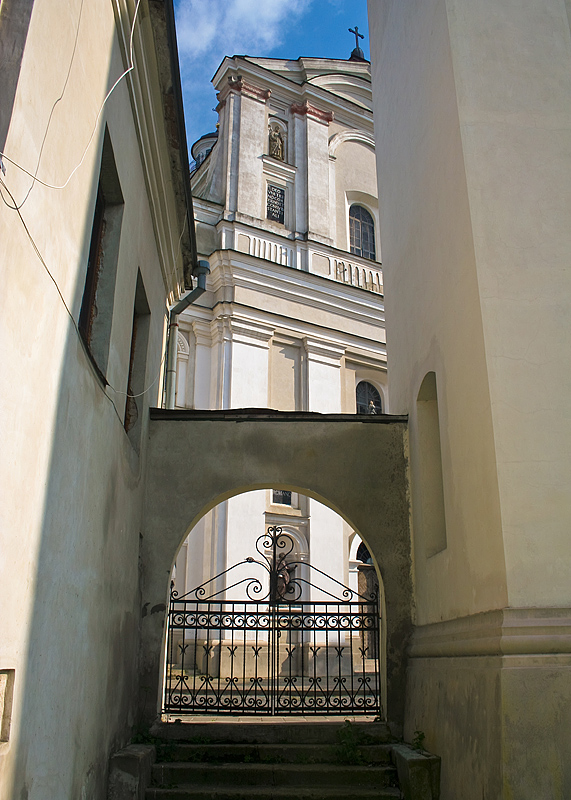
Арка біля дзвіниці
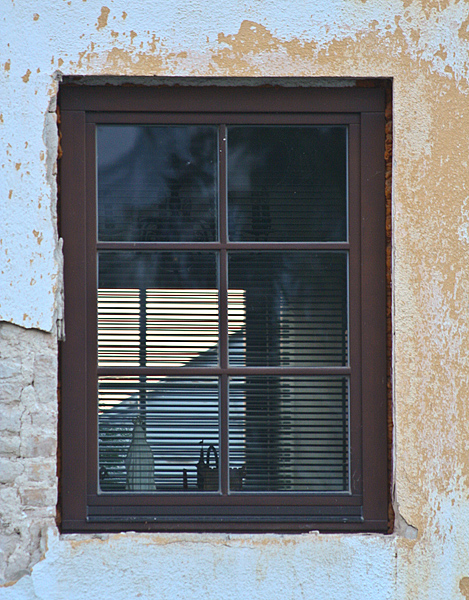
Вікно
План лівого крила
План дзвіниці
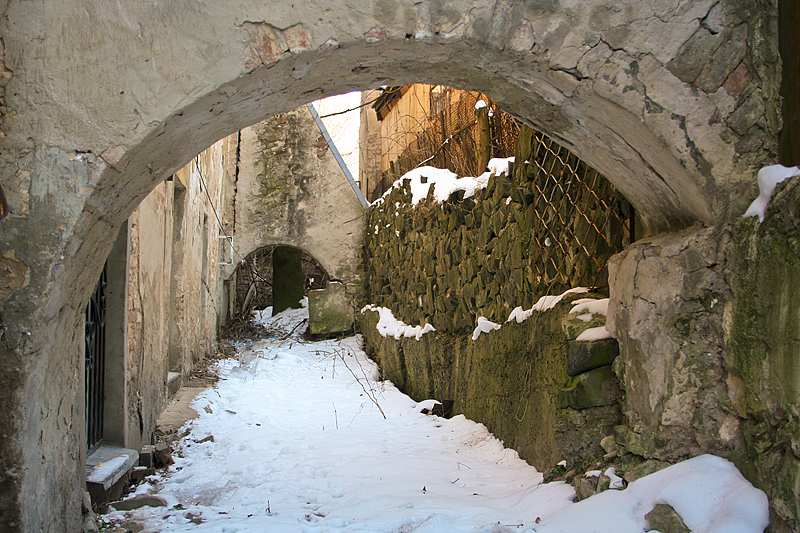
Старовинний куточок біля капітули
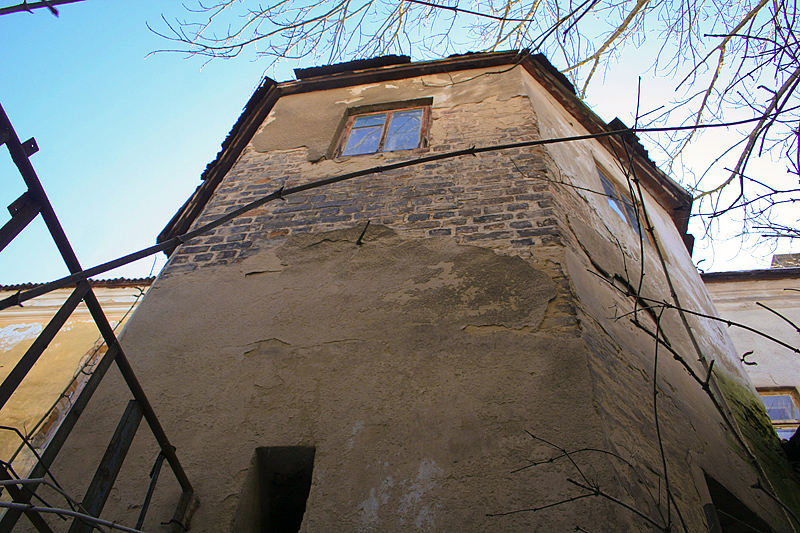
Вежоподібний ризаліт
Костел на полотні О. Дишка (нереконструкція)
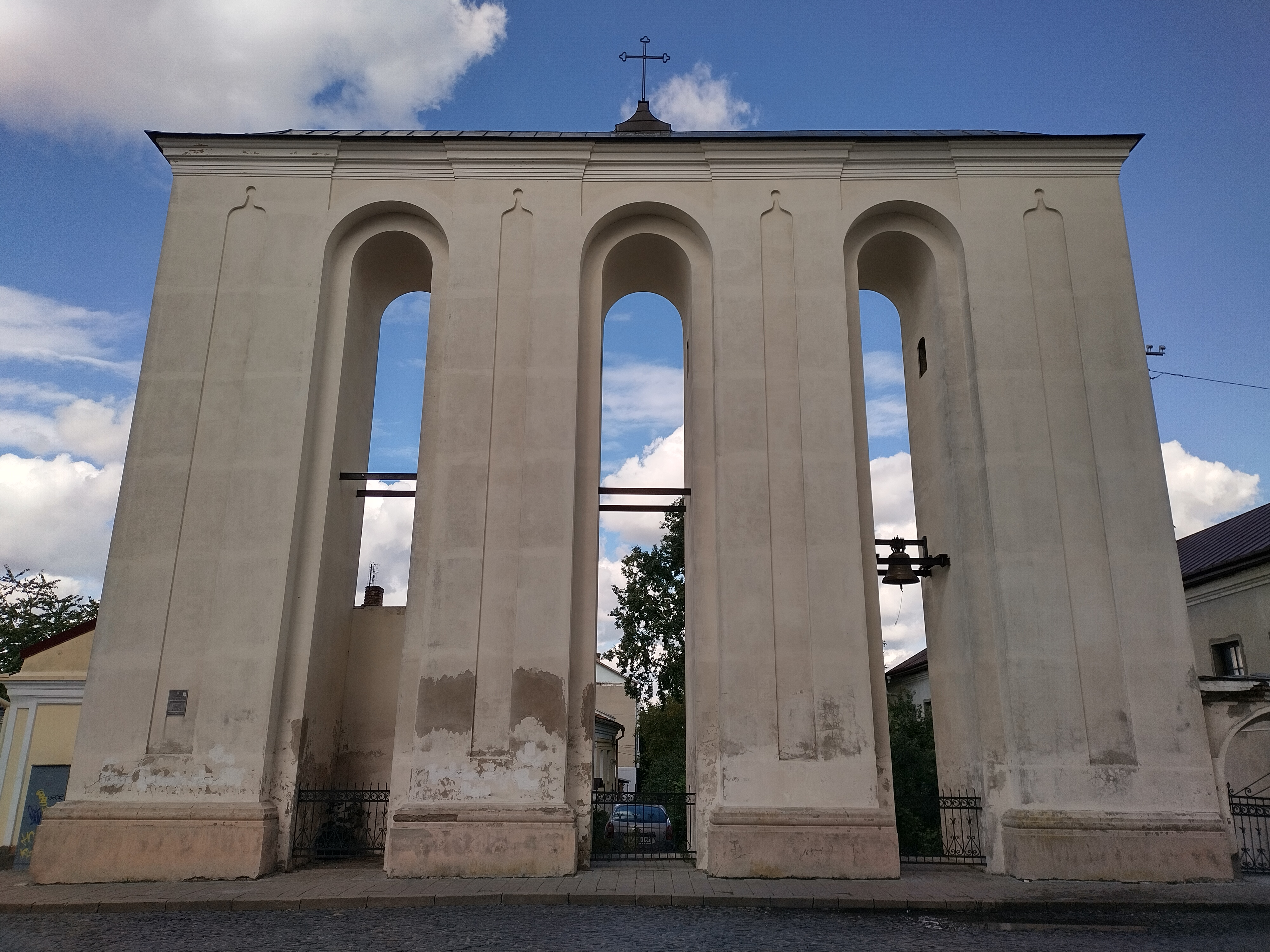
Дзвіниця (2022)

## Ресурси мережі
- Католицькі костели старого Луцька
- Łuck // Słownik geograficzny Królestwa Polskiego. — Warszawa : Druk «Wieku», 1884. — Т. V. — S. 784. (пол.) — S. 779—791. (пол.)